# Marat (Puy-de-Dôme)
 Marat  es una población y comuna francesa, situada en la región de Auvernia, departamento de Puy-de-Dôme, en el distrito de Ambert y cantón de Olliergues.

## Demografía
| 1203 | 1136 | 1001 | 990 | 932 | 849 |
| Para los censos de 1962 a 1999 la población legal corresponde a la población sin duplicidades (Fuente: INSEE [Consultar]) |      |      |     |     |     |